# ディノピテクス
ディノピテクス（Dinopithecus）は、鮮新世から更新世にかけて生息したオナガザル科の属。南アフリカ、エチオピアで化石が産出しており、史上最大級のヒヒの属である。
臼歯の大きさから、体重はオスで平均46kg、メスで平均29kgと推測されており、推定によっては最大77kgというものもある。頭蓋骨は全体的に現生のヒヒと類似しているが、顔面窩や上顎隆起が欠けているなどいくつかの差異が見られる。
現生のマントヒヒはガゼルやライオンの幼獣を襲って食べるなど凶暴な一面もあるが基本的には草食性が強い雑食でありゲラダヒヒのように種によっては完全に草食性のものも存在する。エナメル質のサンプルから炭素同位体を計測したところ、ディノピテクスは草本などサバンナ気候に適応した食物を中心に摂食しており、臼歯の摩耗具合を現生のキイロヒヒと比較したところ、広範な食物を食べていたということも示唆された。